# L'etrusco uccide ancora
L'etrusco uccide ancora è un film giallo del 1972 diretto da Armando Crispino, ed è considerato il capostipite del filone archeologico del giallo all'italiana degli anni '70. È uno dei primi titoli a tentare la contaminazione tra il giallo classico e l'horror e il primo film all'interno del genere a utilizzare la musica classica in funzione espressiva (il Dies irae del Requiem di Giuseppe Verdi). Un'opera che, come rilevato anche dallo stesso Dario Argento, si distacca nettamente dalla sua trilogia zoonomica e dai suoi molteplici tentativi di emulazione.

## Trama
Jason Porter, archeologo americano con un passato da alcolista, è al lavoro nella necropoli etrusca di Cerveteri per esplorare delle tombe recentemente scoperte. Inizia a effettuare degli scatti con una sonda e in una di esse scopre che nella camera funeraria ci sono degli affreschi nei quali è raffigurato Tuchulcha (il demone etrusco dell'oltretomba) mentre uccide una coppia di amanti. Poco dopo, tra Spoleto e Cerveteri ha inizio una serie di omicidi di giovani coppie a opera di un misterioso serial killer e i sospetti della polizia si indirizzano verso l’archeologo.

## Produzione

### Sceneggiatura
Soggetto e sceneggiatura sono di Armando Crispino e Lucio Battistrada, ma nelle versioni per l'estero il film risulta essere ispirato a un racconto breve dello scrittore inglese Bryan Edgar Wallace benché non vi si trovi riscontro. Per la versione tedesca ha collaborato Arne Elsholtz e per quella jugoslava Caslan Damjanovic. Crispino ha riferito che l'idea gli venne da una sua visita occasionale alla necropoli di Cerveteri, nella quale provò «una sensazione di disagio, quella che si prova di fronte a qualcosa che non si conosce».

### Titolo
Il titolo del film inizialmente doveva essere Raptus ma, come riferito da Lucio Battistrada in Linee d'ombra, cambiò in quello definitivo grazie al confronto tra gli autori e Goffredo Lombardo.

### Riprese
È stato girato nel 1971 tra Spoleto, Cerveteri, Tarquinia, Frascati (villa Aldobrandini), Montefiascone (Basilica di San Flaviano).

## Colonna sonora
Oltre all'utilizzo diegetico del Requiem di Verdi, la colonna sonora è composta anche dai brani composti da Riz Ortolani.

## Distribuzione
Il film scaturisce da una coproduzione italo-tedesco-jugoslava ed è il primo titolo italiano che si avvale della partecipazione finanziaria di una distribuzione USA (National General Pictures). Venne distribuito in Italia dal 7 gennaio 1972 e poi in Spagna con il titolo El Dios de la muerte asesina otra vez (1 marzo 1972), negli USA come The Dead are alive (22 giugno 1972), in Germania Ovest come Das Geheimnis des gelben Grabes (31 dicembre 1972), in Messico (13 settembre 1973) e in Austria (ottobre 1992).
Il 24 novembre 2013 il Torino Film Festival e il 23 agosto 2020 il Cerveteri Film Festival (all'interno nella necropoli della Banditaccia) gli hanno reso omaggio proiettandolo nella versione in pellicola.

## Curiosità
La figura di Otello (il custode della necropoli interpretato da Vladan Holec) è caratterizzata da una sadica avversione verso piccoli animali che manifesta bruciando ragni e lucertole, e che intende sottolineare come il film, secondo i suoi autori, voglia prendere le distanze in maniera netta — sia nei contenuti che nella forma — dalla "trilogia degli animali" di Argento e dal cospicuo filone che generò.